# Honora
Honora é um gênero de mariposa pertencente à família Crambidae.